# No rest for the alonely
No rest for the alonely is het tweede album uit 1998 van de Amsterdamse band Caesar.

## Opnames
Tussen juli en oktober 1997 ging Caesar de studio in met Frans Hagenaars, de huisproducer van Excelsior Recordings, om in diens S.E.E. studio te werken aan de opvolger van hun debuutplaat Clean. Op 9 februari 1998 verscheen de eerste single van het album I took it home, gevolgd door het album op 2 maart. Het album kreeg goede kritieken en op 30 maart verscheen het nummer Situations/complications op single. Het nummer groeide uit tot een festivalhit die zomer. Op 17 augustus verscheen ten slotte Before my head explodes, de laatste single van het album, welke zou uitgroeien tot het bekendste nummer van de band. In 1998 werd het album bekroond met een Zilveren Harp.
Het album werd driemaal uitgegeven door Excelsior Recordings. In de eerste editie bevatte het album 14 tracks. Bij het herdrukken van de plaat werd de live-cd Night of the living Caesar toegevoegd, met daarop een concert dat de band in 1998 gaf in Paradiso dat werd uitgezonden door KinkFM. In 2003 werd de plaat voor een derde keer uitgebracht, ditmaal voorzien van nieuw artwork en 6 bonustracks. Het album werd, door China Records, ook in Engeland uitgegeven, met een aangepaste tracklist en onder de grammaticaal kloppende titel No rest for the lonely.
Het artwork van het album, een tandenborstel op een badkamerplank, met meerdere tandenborstels in weerspiegeling van de badkamerspiegel, werd gemaakt door Esther de Boer en Sanne van Rooij. Het ontwerp van de heruitgave, een getekende versie van de voorkant, werd gemaakt door Edd.

## Muzikanten
- Roald van Oosten - zang, gitaar, Philicorda, xylofoon, handgeklap
- Sem David Bakker - basgitaar, gitaar, steelgitaar, handclaps, zang
- Marit de Loos - drums, loops, percussie, handclaps, zang

## Tracklist

### Originele uitgave
1. My loss
2. I took it home
3. Before my head explodes
4. Slavesong
5. Visions of Mars
6. Simon the ghost
7. Stains
8. Horrorscope
9. Situations/complications
10. This ain't a song
11. Life support
12. Keep eleven on
13. Man with a plan
14. So long

### Night of the living Caesar
Naast het reguliere album bevatte deze editie een live-cd met daarop de volgende nummers.
1. Visions of Mars
2. Simon the ghost
3. Ocean sounds
4. Hardest time
5. Situations/complications
6. My loss
7. Firefly
8. Before my head explodes
9. Stains
10. Mistaken

Live opgenomen in Paradiso in Amsterdam op 9 mei 1998.

### 2003 heruitgave
1. My loss
2. I took it home
3. Before my head explodes
4. Slavesong
5. Visions of Mars
6. Simon the ghost
7. Stains
8. Horrorscope
9. Situations/complications
10. This ain't a song
11. Life support
12. Keep eleven on
13. Man with a plan
14. So long

Bonustracks:
1. Go go mobile
2. Gloomy love
3. Before my head explodes
4. So long
5. Visions of Mars (live)
6. The hardest time (live)

Go go mobile is afkomstig van de single van I took it home. Gloomy love is een niet gebruikte opname uit 1997. Before my head explodes en So long zijn oudere versies van de albumnummers, die eerder verschenen als B-kant van de single Firefly. Visions of Mars en The hardest time zijn afkomstig van The night of the living Caesar.

### Engelse uitgave
1. Before my head explodes
2. Life support
3. Situations/complications
4. Stains
5. Horrorscope
6. Simon the ghost
7. My loss
8. Visions of Mars
9. I took it home
10. Man with a plan
11. Slavesong